# Фулбрайт (програма)
„Фулбрайт“ (на английски: Fulbright Program), включваща и Програмата „Фулбрайт-Хейс“, е програма за висококонкурентни, основани на постиженията стипендии за международен обмен на студенти, учени, преподаватели, професионалисти и хора на изкуството, основана през 1946 година от американския сенатор Джеймс Уилям Фулбрайт. По програма „Фулбрайт“ американци могат да пътуват в чужбина и граждани на други държави могат да бъдат приети в САЩ, за да учат, провеждат изследвания или упражняват талантите си.
Програма „Фулбрайт“ е една от най-престижните програми за обмен в света. Петдесет и трима стипендианти на програмата са печелили Нобелови награди, а седемдесет и осем са били удостоявани с наградата „Пулицър“.
Програмата е учредена за повишаване взаимното разбирателство между хората от САЩ и други страни чрез обмен на хора, знания и умения.
По програмата ежегодно се предвиждат осем хиляди стипендии с цел следване в учебно заведение, училищна и университетска преподавателска дейност, високи научни изследвания. От началото на програмата до 2013 година, в нея са участвали повече от 325 400 души, от които 122 800 американци и 202 600 граждани на други държави.
Програма „Фулбайт“ се управлява от Института за международно обучение и оперира в повече от 155 страни по света. В 50 държави двустранна Фулбрайтова комисия администрира и наблюдава изпълнението на програмата. В страните без такива комисии, но с действаща програма, тя се администрира от отдела за връзки с обществеността на съответното посолство на САЩ.
Бюрото по образователните и културни дейности (Bureau of Educational and Cultural Affairs) към Държавния департамент спонсорира Програма „Фулбрайт“ от годишни вноски от американския Конгрес. Допълнителни преки и непреки постъпления идват от правителствата на държавите-партньори в програмата, както и от фондации, корпорации и приемните институции както във, така и извън Щатите.
През 1993 година е учредена и Фулбрайтова награда за международно разбирателство, която се присъжда от Асоциация „Фулбрайт“ на личности с изключителен принос за сближаването и по-доброто разбирателство между народите, културите и държавите.
През 2014 година програмата „Фулбрайт“ получава Наградата на принцесата на Астурия в областта на международно сътрудничество.